# Aude (prénom)
Pour les articles homonymes, voir Aude et Sainte Aude.
Aude est un prénom français féminin, fêté le 18 novembre.

## Étymologie
Aude est un anthroponyme issu du germanique Alda, basé sur le thème ald « vieux », « âgé », donc « sage », suivi de la désinence féminine -a devenue un e muet en français. Conformément aux règles de la phonétique française le l devant consonne, ici [d], s'est vocalisé (cf. latin alter > autre).

## Variantes
On rencontre les variantes Audélia et Audeline.

### Variantes linguistiques
- Breton : Aoda, Eodez, Haude, Heodez
- Italien : Auda
- Occitan : Auda[1]

## Fête et saint patron
Sainte Aude peut désigner :
- Haude de Trémazan († 545), martyre en Pays de Léon en Bretagne ; fêtée le 18 novembre ;
- Aude de Paris (début du VIe siècle), disciple de sainte Geneviève ; fêtée le 18 novembre[3].

## Personnalités
- Aude de France, fille naturelle de Charles Martel et mère de Guillaume de Gellone
- Aude de Kerros, graveuse, peintre et essayiste française
- Aude la Très-Sage, reine viking du IXe siècle

## Personnalités portant ce prénom
Outre les personnalités citées ci-dessus, parmi les Aude célèbres, on peut citer :
- Aude Aguilaniu
- Aude Amadou
- Aude Banasiak
- Aude Biannic
- Aude Bono
- Aude Briant
- Aude Bénier
- Aude Cassagne
- Aude Compan
- Aude Déruelle
- Aude Fanlo
- Aude Favre
- Aude Gogny-Goubert
- Aude Gros de Beler
- Aude Herlédan
- Aude Lancelin
- Aude Landry
- Aude Lechrist
- Aude Lemordant
- Aude Lorriaux
- Aude Luquet
- Aude Léa Rapin
- Aude Massot
- Aude Mermilliod
- Aude Mirkovic
- Aude Moreau
- Aude Palant-Vergoz
- Aude Picault
- Aude Pollet
- Aude Pépin
- Aude Rossigneux
- Aude Samama
- Aude Seigne
- Aude Soleilhac
- Aude Terray
- Aude Thirion
- Aude Walker